# 井手園出入口
井手園出入口（いでぞのでいりぐち）は、長崎県西彼杵郡時津町元村郷にある、川平有料道路の出入口であり、同道路の終点である。ここから入った場合長崎バイパス川平インターチェンジまでは合流しかなく、出口はない。川平道路から出てくる場合、国道206号の井手園交差点が出口となり、料金所等は無い。有料道路の出入口であるが、長崎バスの路線バスが運行されており、バイパス経由時津線がこの交差点から川平道路に出入りする。時津ランプ（とぎつ）とも呼ばれる。

## 道路
- 川平有料道路（長崎バイパス直通）（昭和町方面には行かない）

## 接続する道路
- 国道206号
- 臨港道路畝刈時津線

## 周辺
- とぎつカナリーホール
- ヤマダ電機テックランド時津店
- 時津町役場
- 長崎北病院
- 長崎外国語大学・短期大学
- MEGAドン・キホーテ長崎時津店
- はるやま
- 洋服の青山
- フタタ
- ユニクロ

## 隣
川平有料道路
(11-5)長与ランプ - (11-6)井手園出入口（時津ランプ）